# 无锡火车站 (地铁)
无锡火车站位于中华人民共和国江苏省无锡市梁溪区无锡站地下，是无锡地铁1号线与3号线的地铁换乘站，1号线部分于2014年7月1日开通，3号线部分于2020年10月28日开通。

## 車站構造
无锡火车站共有无锡地铁1号线和3号线经过，两条线路呈“L”形相交，共设有4个出入口、5个消防出入口和5组风亭。车站内部装修使用乌篷船形状的穹顶，并搭配中国红的立柱以体现地方特色。3号线站台采用方通及铝板组合造型装饰。
车站地下二层南北方向是1号线的设备层，东西方向是长120米、宽13米的3号线站台区。地下三层则是长120米、宽13米的1号线站台区，呈南北向布置。站台公共区设置了三组楼扶梯和1部垂直电梯，均可以直达站厅公共区，站台南端也设有直达地下二层与3号线站台层的换乘楼梯。
| B1 | 南站厅             | 客服中心、市民卡充值点、自動售票機、洗手间 |
| B1 | 北站厅             | 客服中心、自動售票機                       |
| B2 | 北                 | ← █ 3号线 往苏庙方向                       |
| B2 | 島式月台，左側開門 |                                            |
| B2 | 南                 | → █ 3号线 往硕放机场方向→                  |
| B3 | 北                 | ← █ 1号线 往堰桥方向                       |
| B3 | 島式月台，左側開門 |                                            |
| B3 | 南                 | → █ 1号线 往南方泉方向→                    |

## 站厅
无锡火车站站厅位于地下一层，与中央车站的地下一层及下沉广场完全结合，共设有南北2个付费区。其中南付费区位于国铁出站口和南北广场社会通道间，设有2个客服中心和17台自动售票机，可通往1号线和3号线站台。其中通往1号线的自动扶梯有2组，一组直达1号线站台，另一组至设备层平台换乘后到1号线站台。
北付费区主要负责吸引车站商业区的客流，仅有一组自动扶梯联通1号线站台。北站厅设有2个客服中心和5台自动售票机。
- 位于南北地道内的地铁西站厅入口
- 西站厅内部

## 出入口
无锡火车站共设置有4个出口，其中1、2、3号出入口均在北广场地下一层，其中3号口靠近南北地道。4号口设置在兴源北路南侧，仅在紧急疏散时使用。
| 編號 | 地点                             | 可到                              | 图片 |
| ---- | -------------------------------- | --------------------------------- | ---- |
| 1    | 兴昌路                           | 火车站北广场出租车停车场          |      |
| 2    | 火车站北广场（城际高铁）出口过道 | 惠勤路、城际高铁D1/D2口、中央车站 |      |
| 3    | 兴昌路                           | 城际高铁D1口、南广场              |      |